# Violettkehl-Glanzschwänzchen
Das Violettkehl-Glanzschwänzchen (Metallura baroni) oder Purpurkehl-Glanzschwänzchen ist eine Vogelart aus der Familie der Kolibris (Trochilidae). Die Art hat ein kleines Verbreitungsgebiet im südamerikanischen Land Ecuador. Der Bestand wird von der IUCN als „stark gefährdet“ (Endangered) eingestuft.

## Merkmale

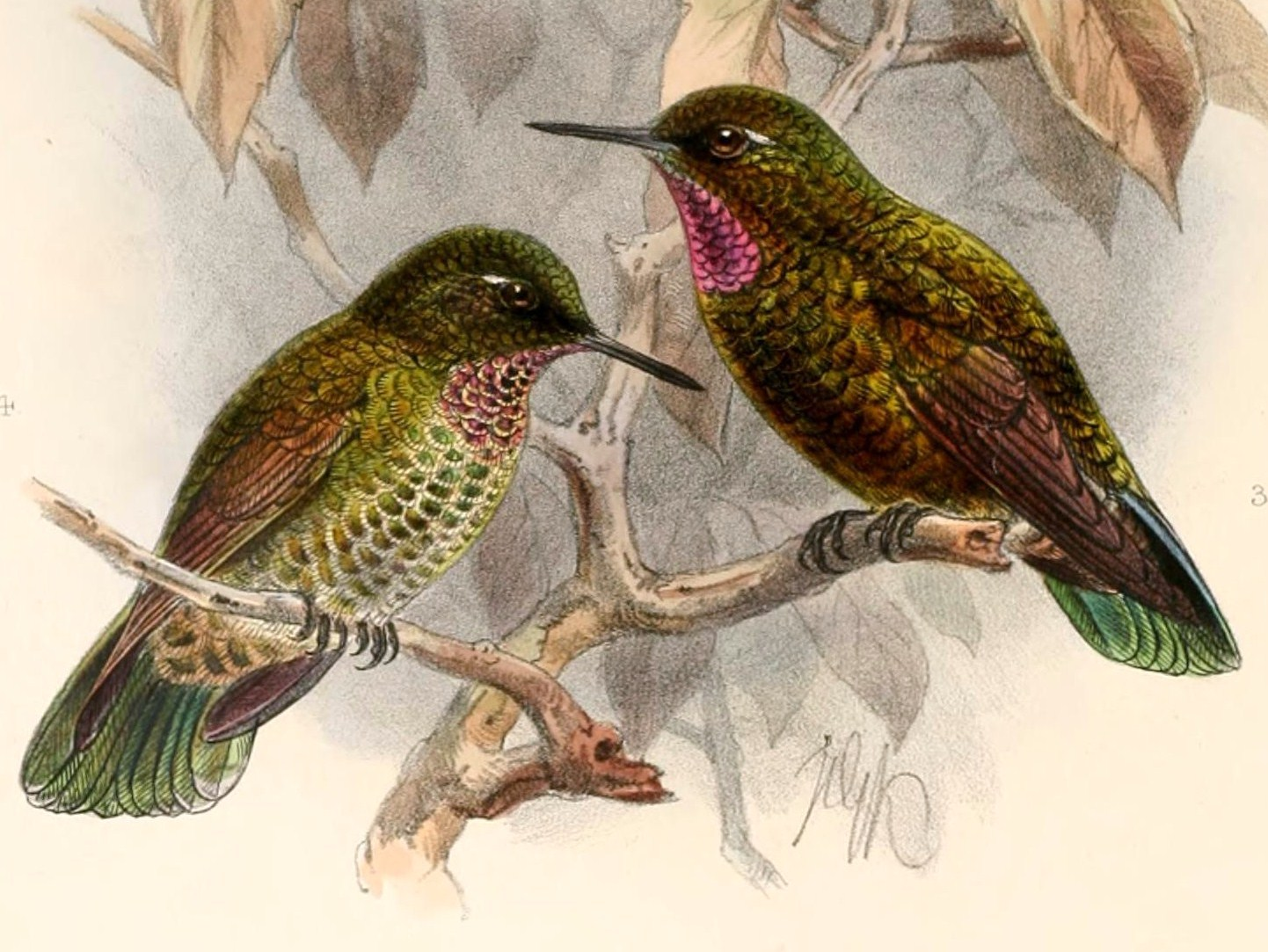
Violettkehl-Glanzschwänzchen illustriert von John Gerrard Keulemans

Das Violettkehl-Glanzschwänzchen erreicht eine Körperlänge von etwa 8 cm, wobei der kurze gerade Schnabel 1,3 cm ausmacht. Die Oberseite des Männchens schimmert bronzegrün. Hinter dem Auge befindet sich ein kleiner weißer Fleck. Der Hals und die Brust glitzern violett, gelegentlich von undeutlichen dunkleren Flecken bedeckt. Der Rest der Unterseite schimmert grün. Der Schwanz ist auf der Oberseite purpurn bis blau bronzefarben, auf der Unterseite glitzernd grün. Das Weibchen ist ähnlich gefärbt, aber auf der Unterseite etwas mehr gelbbraun geschuppt. Die Kehle ist weniger violett gefärbt als beim Männchen.

## Lebensweise
Meist ist das Violettkehl-Glanzschwänzchen allein unterwegs. Es bewegt sich in den unteren Straten, gelegentlich sogar am Boden. Oft sitzt es auf Zweigen, die relativ bodennah sind. Bei der Nektaraufnahme klammert es sich an die Blüten. Zu den Pflanzen, die es anfliegt, gehören die Gattungen Duranta, Macleania, Tristerix und Castilleja.

## Verbreitung und Lebensraum

Verbreitungsgebiet des Violettkehl-Glanzschwänzchens

Man sieht das Violettkehl-Glanzschwänzchen selten bis relativ häufig an den Rändern von Bergwäldern, inklusive von Polylepis dominierter Gebiete. Des Weiteren kommt es an den Westhängen der Anden der Provinz Azuay in buschiger Páramo-Vegetation vor. Am häufigsten ist es im Nationalpark Cajas westlich von Cuenca verbreitet. Beobachtungen gab es auch in Sekundärvegetation im Kanton Oña im Süden von Azuay, die von Erlen dominiert wird. Die meisten Berichte über das Violettkehl-Glanzschwänzchen stammen aus Höhenlagen von 3100 bis 3700 Metern.

## Etymologie und Forschungsgeschichte
Osbert Salvin beschrieb das Violettkehl-Glanzschwänzchen unter dem heutigen Namen Metallura baroni. Das Typusexemplar stammte aus der Nähe von Cuenca und wurde von Oscar Theodor Baron (1847–1927) gesammelt, dem das Artepitheton gewidmet ist. Die Gattung Metallura war 1849 von John Gould eingeführt worden. Das Wort Metallura leitet sich von den griechischen Wörtern μέταλλον métallon für „Metall“ und ουρά ourá für „Schwanz“ ab.